# راي إي. جونسون
راي إي. جونسون (بالإنجليزية: Ray E. Johnson)‏ هو سياسي أمريكي، ولد في 22 مارس 1911 في أوروفيل في الولايات المتحدة، وتوفي في 18 نوفمبر 1993 في تشيكو في الولايات المتحدة. حزبياً، نشط في الحزب الجمهوري. وقد انتخب عضو مجلس ولاية كاليفورنيا وانتخب عضو جمعية ولاية كاليفورنيا.